# Platina pentafluorid
Platina pentafluorid je neorgansko jedinjenje sa empirijskom formulom PtF5. Ova crvena isparljiva čvrsta materija je u maloj meri izučena, mada je ona od interasa kao binarni fluorid platine, i.e., jedinjenje koje se sastoji samo od Pt i F. Ono se hidrolizuje u vodi.
Ovo jedinjenje je prvi pripremio Neil Bartlet putem fluorinacije platine dihlorida iznad 350°C (na nižim temperaturama se formira samo PtF4).
Struktura ovog jedinjenja se sastoji od tetramera, koji je veoma sličan sa rutenijum pentafluoridom. Unutar tetramera, svaki atom platine poprima oktaedralnu molekularnu geometriju, sa dva premoštavajuća fluoridna ligand.